# Woestijndwerghamster
De woestijndwerghamster, Roborovskihamster, Roborovski-dwerghamster of Roborovski (Phodopus roborovskii) is een dwerghamster die van oorsprong uit Mongolië komt. Deze hamster wordt ook wel Robbie of Robo genoemd. Het is een van de 5 soorten hamsters die als huisdier worden gehouden.

## Kenmerken
Deze hamstersoort is de kleinste hamstersoort. Ze worden ongeveer 8 à 9 cm lang.  Ze worden ongeveer 2 tot 3 jaar oud. Bij deze soort ontbreekt in tegenstelling tot de andere dwerghamsters de aalstreep. De buik is wit, de oortjes roze en de vacht geelbruin met een grijze onderlaag. Het staartje is nauwelijks waarneembaar. Soms lijkt het geel op de rug wat roestig. De oogjes zijn gitzwart en erboven bevinden zich witte vlekjes die op wenkbrauwen lijken.
De dwerghamster is een kortstaartdwerghamster, maar met zijn geelbruine kleur en opvallende snor heeft hij een heel ander uiterlijk dan de beide andere kortstaartjes.
Zijn voedsel is meestal plantaardig, maar ook insecten, zoals kevers, sprinkhanen en oorwormen staan op zijn menu. Het voedsel stopt het dier in zijn inwendige wangzakken, om het naar zijn voorraadkamer in zijn burcht te brengen.

## Verspreiding

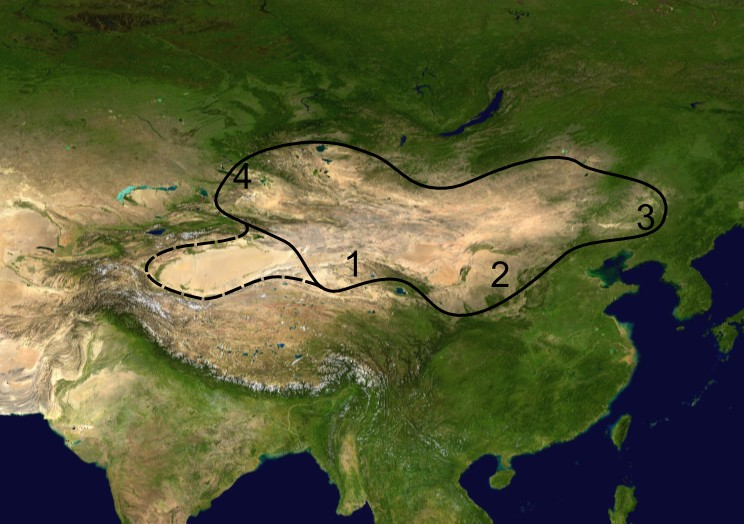
Verspreidingsgebied van de woestijndwerghamster

De Roborovski-dwerghamster leeft van oorsprong in West- en Zuid-Mongolië, een dor en droog gebied met veel halfwoestijnen. In echte woestijnen komen andere dwerghamsters niet voor.

## Introductie in Nederland
In 1982 werden de eerste Roborovski-dwerghamsters door een liefhebber uit Duitsland meegenomen naar Nederland. Hoewel ze dus langer in Nederland zijn dan de Campbelli's zijn ze veel minder bekend. Dit komt doordat de Roborovski's maar heel  weinig jongen kregen, vooral in de eerste jaren van hun verblijf in Nederland. In de vrije natuur krijgt een vrouwtje namelijk haar hele leven maar twee à drie nestjes. Tegenwoordig heeft hij zich aan het leven in gevangenschap aangepast en krijgen ze dan ook meer jongen. Toch blijft de Roborovski-dwerghamster een weinig voorkomende dwerghamstersoort, die niet officieel is erkend.